# Tufière d'Egerszalók
La tufière d'Egerszalók, plus connue sous le nom de montagne de sel (hongrois : sódomb), est une source pétrifiante située dans la localité d'Egerszalók, en Hongrie.